# 1. Cellokonzert (Haydn)
Das Cellokonzert Nr. 1 in C-Dur (Hob. VIIb:1) von Joseph Haydn wurde wahrscheinlich zwischen 1761 und 1765 für den Freund Joseph Franz Weigl komponiert, der damals der erste Cellist beim Fürsten Esterházy war. Die Besetzung des Orchesters ist mit zwei Oboen, zwei Hörnern und Streichern verhältnismäßig klein; zudem ist ein Generalbass ausgeschrieben. Die Spieldauer beträgt etwa 25 Minuten.

## Hintergrund
Das Werk galt als verschollen, bis im Jahr 1961 der Musikforscher Oldřich Pulkert eine Stimmenabschrift im Prager Nationalmuseum fand. Es ist eines von neun Haydn ehemals zugeschriebenen Cellokonzerten, von denen nur zwei als zweifellos authentisch überliefert sind, wozu neben dem in diesem Artikel behandelten Werk auch das 2. Cellokonzert gehört. Vom Vorhandensein des 1. Cellokonzerts wusste man vorher nur aus Haydns eigenem „Entwurfs-Katalog“ (1765), mit dessen Eintragungen die gefundenen Noten zusammenpassten. Am 19. Mai 1962 wurde das Werk im Rahmen des Prager Frühlings wieder „uraufgeführt“.

## Satzfolge
Das Cellokonzert besteht aus folgenden drei Sätzen:
1. Moderato
2. Adagio
3. Allegro molto

Alle Sätze stehen in der Sonatensatzform, was bei seinem zweiten Cellokonzert in D-Dur dann nicht mehr der Fall sein wird.

## Zur Musik

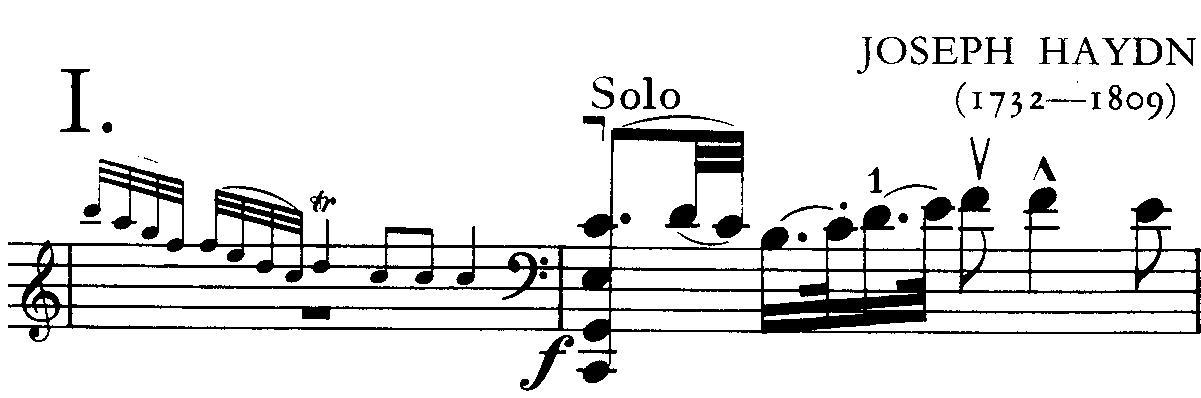
Anfang des Cellosolos im 1. Satz

Das Werk entstand zwar in der Zeit der Klassik, trägt aber noch stark ausgeprägte Zeichen des Spätbarocks. Aus dem gesamten thematischen Material, das in der Exposition durch das Orchester im ersten Satz vorgetragen wird, greift sich das Solocello einige Teile heraus. In aller Kürze spielt es den Seitensatz; in der Durchführung fließen keine Themenstücke mit ein. Prägnant ist auch der Wechsel von Solo- und Tutti-Blöcken, die als ein Charakteristikum normalerweise in Concerti erwartet werden.
Das Adagio ist kantabileartig und monothematisch. Der Cellist übernimmt hier die Melodie der Violinen am Anfang des Satzes und führt diese weiter fort. Eine Herausforderung stellt vor allem die relativ hohe Lage über weite Teile des Soloparts dar. Der dritte Satz wird musikantisch schwungvoll gespielt und gleicht im Aufbau dem 1. Satz.